# Prinsalfredhert
Het prinsalfredhert (Rusa alfredi, soms Cervus alfredi) is een hertensoort die uitsluitend voorkomt in de bossen van enkele Filipijnse eilanden. De soort werd lange tijd gezien als een regionale variant van Rusa unicolor, de sambar, maar wordt tegenwoordig als een aparte soort gezien. Het prinsalfredhert behoort tot de meest zeldzame diersoorten op aarde. De soort is vernoemd naar Alfred van Saksen-Coburg en Gotha, de reislustige hertog van Edinburgh (1844-1900).

## Algemeen
Het prinsalfredhert is een relatief kleine hertensoort met korte poten, ter grootte van een ree. Een volwassen exemplaar is ongeveer 120 tot 130 cm lang, 60 tot 80 cm hoog (schouder) en weegt 40 tot 60 kg. De staart is 8 tot 13 centimeter lang. Het mannetje is makkelijk te onderscheiden van het vrouwtje door het grotere formaat en gewei. Het prinsalfredhert heeft een vrij onopvallend uiterlijk, met een wollig bruine vacht en ovale witte vlekken op de donkerbruine rug en zij. De buik van het dier is crèmekleurig. Het heeft een relatief smalle kop met een puntig aangezicht. De kop is lichter bruin van kleur dan de rest van het lichaam en de ogen worden omgeven door lichtgekleurde vacht. De kin en hals van het prinsalfredhert is wit van kleur.
Het gewei van het mannetje begint te groeien na het eerste levensjaar en wordt gewoonlijk ongeveer 20 tot 25 centimeter lang.

## Verspreiding en leefgebied
Het prinsalfredhert kwam van oorsprong voor op de Filipijnse eilanden Cebu, Guimaras, Leyte, Masbate, Negros en Panay, Samar en mogelijk ook op Ticao. Sinds begin jaren negentig komt deze soort vermoedelijk alleen nog voor op Negros en Panay. Op Negros komen nog populaties voor in de beschermde gebieden Mount Kanlaon Natural Park, Northern Negros Forest Reserve en Mount Talinis/Lake Balinsasayao Reserve. Op Panay leeft een populatie in een gebied in het westen van het eiland van Mount Madja tot Mount Baloy. Begin jaren negentig werden nog enkele exemplaren gerapporteerd op Masbate, maar deze populatie is inmiddels vermoedelijk uitgestorven. Op Cebu is dit hert al sinds halverwege de 20e eeuw uitgestorven.
De natuurlijke leefomgeving van het prinsalfredhert is laaggelegen regenwoud en secundair woud of aangelegd woud tot op een hoogte van circa 1500 meter boven zeeniveau. De dieren leven in deze bossen in kleine groepjes van drie tot zeven herten.

## Voedsel
Het prinsalfredhert fourageert meestal 's nachts. Zijn dieet bestaat voornamelijk uit diverse soorten jong gras, waaronder Japans bloedgras, en jonge laaggroeiende bladeren en knoppen. Het is waargenomen dat ze in brandvlaktes (recent afgebrande stukken bos) as oplikken, mogelijk om de mineralen die erin te vinden zijn.

## Voortplanting
Waarnemingen tonen aan dat de paringstijd van een prinsalfredhert in november en december valt, maar mogelijk ook al iets eerder. De mannetjes produceren in deze periode een opvallend gebrul. Hoewel over de voortplanting in het wild niets bekend is, vertonen verwante soorten polygyn gedrag, waarbij 1 mannetje meerdere vrouwtjes bevrucht. Na een draagtijd van ongeveer 240 dagen komen de jonge prinsalfredherten in mei en juni ter wereld. De jonge dieren zijn in het begin gevlekt en na ongeveer een jaar volwassen.

## Bedreigingen
Het prinsalfredhert is door de jacht en de drastische achteruitgang van zijn leefgebied door houtkap een van de zeldzaamste zoogdieren op aarde geworden. Volgens schatting leven er nog slechts enkele honderden exemplaren in het wild. Een onderzoek uit 1991 toonde aan dat de soort in 95% van zijn oorspronkelijke leefgebied is uitgestorven.

## Beschermingsmaatregelen
De Filipijnse overheid heeft enkele maatregelen genomen om het prinsalfredhert te beschermen. Zo is het dier uitgeroepen tot beschermde diersoort en zijn delen van zijn leefgebied aangewezen als beschermd natuurgebied of reservaat.. Handhaving van de beschermingsmaatregelen en actie tegen jagers is echter in de praktijk moeilijk te realiseren door de afgelegen en moeilijk doordringbare bosgebieden waarin de resterende populaties leven.
In 1990 namen enkele Europese dierentuinen het initiatief om een programma voor de bescherming van het prinsalfredhert op te zetten. Via het Philippine Spotted Deer Conservation Program worden drie Filipijnse fok- en opvangcentra gefinancierd. Daarnaast is, om het voortbestaan van de soort te garanderen, in de Filipijnen en in een aantal Europese dierentuinen, waaronder Diergaarde Blijdorp een fokprogramma opgezet dat dient als buffer voor de populatie wilde prinsalfredherten. Dit fokprogramma was succesvol, want eind 2004 was de populatie prinsalfredherten in Europa opgelopen tot ongeveer 80 exemplaren. Zolang de belangrijkste oorzaken van de afname van de resterende populaties prinsalfredherten op Negros en Panay niet worden weggenomen blijft de kans groot dat de soort in het wild zal uitsterven.